# Linia kolejowa Wołkowysk – Brzostowica
Linia kolejowa Wołkowysk – Brzostowica – linia kolejowa na Białorusi łącząca stację Wołkowysk ze stacją Brzostowica i z przejściem granicznym Zubki Białostockie-Brzostowica na granicy z Polską.
Znajduje się w obwodzie grodzieńskim, w rejonach wołkowyskim, świsłockim i brzostowickim. Linia na całej długości jest jednotorowa i niezelektryfikowana. Obecnie odcinek Brzostowica - granica państwa jest nieczynny.

## Historia
Linia początkowo leżała w Imperium Rosyjskim, w latach 1918 - 1945 w Polsce, następnie w Związku Sowieckim (1945 - 1991). Od 1991 położona jest na Białorusi.